# 그녀는 내일 죽는다
그녀는 내일 죽는다(She Dies Tomorrow)는 미국에서 제작한 에이미 사이메츠 감독의 2020년 미스터리, 공포, 심리 스릴러 영화이다. 케이트 린 실, 제인 애덤스, 케이티 애설턴, 크리스 메시나 등이 출연하였다.

## 줄거리
죽음이 일종의 전염병이 되어 감염자와 접촉하는 사람들 사이에서 퍼져나간다.

## 출연
- 케이트 린 실
- 제인 애덤스
- 케이티 애설턴
- 크리스 메시나
- 툰데 아베빔페
- 제니퍼 김
- 올리비아 테일러 더들리
- 미셸 로드리게스
- 조시 루커스
- 애덤 윙가드